# Simon Deutsch

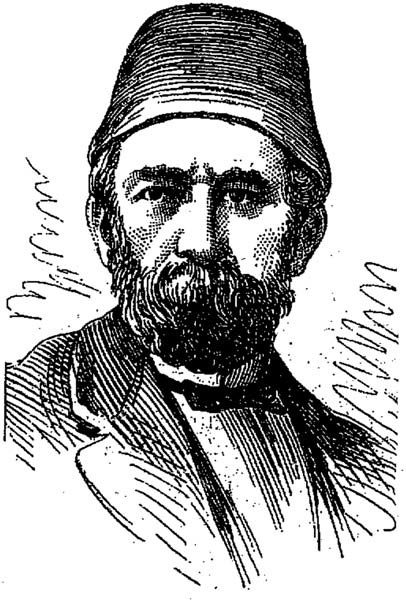
Simon Deutsch

Simon Deutsch (Wenen, 1824 - Londen, 1877) was een Oostenrijks revolutionair en communist.
Simon Deutsch was van joodse origine. Hij vluchtte uit Oostenrijk nadat hij ter dood was veroordeeld wegens zijn aandeel in de revolte van Wenen in 1848. Via Zwitserland trok hij naar Parijs. Daar kwam hij in contact met denkers als Michelet, Proudhon en Tolain. Deutsch was lid van de Eerste Internationale. Hij volgde Marx op als leider van het Comité in 1874. Tijdens de Frans-Duitse Oorlog koos hij resoluut de kant van Frankrijk. Hij was ook actief in de Commune van Parijs in 1871. Aan het einde van zijn leven steunde Deutsch de beweging van de Jonge Ottomanen.
- Gemeinsame Normdatei: 13678478X
- International Standard Name Identifier: 0000 0000 6130 0518
- Nationale Bibliotheek van Israël: 987007276954605171
- Nationale Bibliotheek van Polen: a0000003633466
- Nederlandse Thesaurus van Auteursnamen: 129165638
- Virtual International Authority File: 81071447